# Bemolle

L'armatura di mi♭ maggiore o Do minore, con tre bemolli

Nella notazione musicale, il bemolle (♭) è l'alterazione, con relativo simbolo, che indica che la nota a cui si riferisce deve essere abbassata (cioè resa più grave) di un semitono.

## Etimologia
Il termine deriva dalla dicitura "b - molle". Nella musica antica, la lettera b stava ad indicare il Si, che, nel canto gregoriano, era l'unica nota che poteva essere alterata, diventando Si bemolle. Sul significato dell'aggettivo "molle" esistono due ipotesi, ognuna delle quali ha probabilmente la sua parte di verità:
- nelle partiture antiche, la "b" che indicava il Si veniva raffigurata con la pancia arrotondata ("molle") quando si voleva indicare il si bemolle e con la pancia squadrata (da cui il termine bequadro) in caso contrario
- l'aggettivo "molle" era associato ad un suono più grave, cioè un suono che, quando viene eseguito da uno strumento a corde, prevede che la corda sia meno tesa (più molle, appunto).

Qualunque sia l'origine etimologica, essa è rimasta in tutte le lingue, con la parziale eccezione dell'inglese, in cui il bemolle è chiamato "flat" (piatto).
Esiste anche il doppio bemolle (♭♭), che indica un decremento di frequenza della nota pari a due semitoni cromatici.

## Tonalità
- I bemolle possono essere scritti immediatamente dopo la chiave musicale, secondo un ordine prestabilito (Si, Mi, La, Re, Sol, Do, Fa) inverso a quello dei diesis. In questo caso si chiamano alterazioni fisse (o in chiave) e valgono per tutte le note dello spartito scritte in corrispondenza della riga o dello spazio in cui si trova il simbolo del bemolle, escluse le note con bequadro. Il numero dei bemolle in chiave determina la tonalità del brano: da nessuna alterazione (do maggiore o la minore) a sette (do bemolle maggiore o la bemolle minore). Occorre un'analisi attenta del brano per determinare se esso è scritto in modo maggiore o minore.

Determinare la tonalità di un brano in modo maggiore con bemolli in chiave è facile: il penultimo bemolle indica la tonica del brano. Ad esempio, se l'ultimo bemolle è La, bisogna osservare il penultimo dell'ordine sopra esposto, cioè il Mi: il brano sarà quindi in Mi♭. Se invece si tratta di un brano in modo minore, la sua tonica si trova, come sempre, una terza minore sotto quella del relativo modo maggiore (nell'esempio, Do minore). Nel caso di un solo bemolle in chiave, la tonalità è quella di Fa maggiore (o Re minore), che è da notare non è indicata dall'ultimo bemolle della sequenza, perché se così fosse sarebbe Fa bemolle maggiore.
- Il bemolle posto immediatamente a sinistra di una nota lungo il brano vale solo per la nota alterata e per tutte quelle della stessa altezza che si trovassero eventualmente oltre il segno e prima della fine della battuta.
- In casi ambigui (cambio continuo tra bemolle e naturale, cambio di tonalità, armonie complesse) il bemolle può essere indicato tra parentesi, soprattutto per favorire la lettura a prima vista del musicista e risolvere eventuali dubbi. Si parla in questo caso di alterazione di cortesia.

Nella notazione contemporanea, il bemolle può essere adattato al linguaggio microtonale mantenendone la logica ma alterandolo graficamente. Nei casi in cui è possibile ottenere suoni che differiscono anche di meno di mezzo tono, si trova sovente il simbolo di semi-bemolle () a indicare che la nota dev'essere abbassata di un quarto di tono, o quello di sesqui-bemolle () a indicare che dev'essere abbassata di ¾ di tono. Questi simboli non sono standardizzati. Si trovano anche bemolli sormontati da un piccolo "4", barrati, con l'occhiello annerito del tutto o in parte, oppure punte di freccia rivolte verso l'alto o verso il basso applicate alla stanghetta verticale: queste indicano rispettivamente una nota crescente o calante. La legenda diventa uno strumento di decifrazione indispensabile, in assenza di convenzioni universalmente accettate.

## Bemolle in chiave
Alcune tonalità prevedono uno o più bemolli in chiave, il che significa che, fino al cambio di tonalità e a meno di alterazioni momentanee (per esempio un bequadro che ripristinerà la naturalezza del suono), tutte le volte che quella nota (o quelle note) verrà suonata, dovrà rispettare l'alterazione. Di seguito uno schema:
| N. | Scala maggiore | Relativa minore | Bemolli                            |
| -- | -------------- | --------------- | ---------------------------------- |
| 1  | Fa maggiore    | Re minore       | Si♭                                |
| 2  | Si♭ maggiore   | Sol minore      | Si♭, Mi♭                           |
| 3  | Mi♭ maggiore   | Do minore       | Si♭, Mi♭, La♭                      |
| 4  | La♭ maggiore   | Fa minore       | Si♭, Mi♭, La♭, Re♭                 |
| 5  | Re♭ maggiore   | Si♭ minore      | Si♭, Mi♭, La♭, Re♭, Sol♭           |
| 6  | Sol♭ maggiore  | Mi♭ minore      | Si♭, Mi♭, La♭, Re♭, Sol♭, Do♭      |
| 7  | Do♭ maggiore   | La♭ minore      | Si♭, Mi♭, La♭, Re♭, Sol♭, Do♭, Fa♭ |

Come si nota, il criterio di aggiunta delle alterazioni segue il circolo delle quinte (Si♭ → Mi♭ → La♭ → Re♭ → Sol♭ → Do♭ → Fa♭) in senso opposto rispetto al criterio di aggiunta dei diesis, così come le scale, sia maggiori che minori, guadagnano un'alterazione procedendo per quarte; la nuova alterazione sarà sempre la sottodominante sulla scala maggiore, ossia la sopradominante sulla scala minore.
Da questo schema sono ovviamente escluse le tonalità di Do maggiore e La minore (sua relativa) poiché non hanno alterazioni.

## Bemolle in informatica
Il simbolo Unicode del bemolle è U+266D. La codifica HTML ♭ è &#9837;. In LaTeX il simbolo ♭ si ottiene con \flat.